# Szépművészeti Múzeum (Nagybánya)
A nagybányai Szépművészeti Múzeum műemléknek nyilvánított múzeum Romániában, Máramaros megyében. A romániai műemlékek jegyzékében az MM-II-m-A-04434 sorszámon szerepel.